# 유럽 고속도로 801호선
유럽 고속도로 801호선(European route E801)은 포르투갈의 코임브라에서 스페인의 베린까지 이어주는 B-클래스급 간선 도로로, 총 연장은 257km이다.

## 주요 경유지
- 포르투갈
  - E80, E01 : 코임브라
  - E80 : 비제우
  - E80, E805 : 샤베스
- 스페인
  - 베린